# Leucesthes alba
Leucesthes alba är en fjärilsart som beskrevs av Swinhoe 1902. Leucesthes alba ingår i släktet Leucesthes och familjen mätare. Inga underarter finns listade i Catalogue of Life.